# Jean Longnon
Jean Longnon pseud. Jean Herluison (ur. 5 lipca 1887 w Paryżu, zm. 3 listopada 1979) – francuski historyk i dziennikarz.

## Życiorys
Absolwent École nationale des chartes. Od 1934 pracował w bibliotece Institut de France. Zajmował się historią średniowiecza, edytor licznych źródeł historycznych. 26 lipca 1935 został kawalerem Legii Honorowej.

## Wybrane publikacje
- Maurice Barrès et le problème de l'ordre, Paris: Nouvelle Librairie Nationale 1911.
- (redakcja) Mémoires de Louis XIV, publ. avec ine introd. et des notes par Jean Longnon, Paris : J. Tallandier 1927.
- Les Français d’outre-mer au Moyen Âge. Essai sur l’expansion française dans le bassin de la Méditerranée, Paris 1929.
- Recherches sur la vie de Geoffroy de Villehardouin suivies du catalogue des actes des Villehardouin, Paris 1939.
- L’Empire Latin de Constantinople et la Principauté de Morée, Paris: Payot 1949.
- Les compagnons de Villehardouin : recherche sur les Croisés de la quatrième croisade, Genève 1978.